# هارولد صموئيل
هارولد صموئيل (بالإنجليزية: Harold Samuel, Baron Samuel of Wych Cross) (و. 1912 – 1987 م) هو رائد أعمال، من المملكة المتحدة، توفي عن عمر يناهز 75 عاماً.

## مناصب
أصبح عضوًا في مجلس اللوردات.